# Węzeł autostradowy Gliwice-Sośnica

Schemat prowizorycznej formy węzła Sośnica

Węzeł autostradowy Gliwice-Sośnica – węzeł drogowy w Gliwicach, w dzielnicy Ligota Zabrska (łącznice typu trąbka leżą poza Gliwicami, w gminie Gierałtowice) w województwie śląskim. Łączy autostrady: A1 i A4 (E40), drogi krajowe: 44, 88 i Drogową Trasę Średnicową. Przez zamawiającą GDDKiA został uznany za największy węzeł drogowy w Europie.

## Informacje ogólne
Przez węzeł Gliwice Sośnica odbywa się ruch międzynarodowy w czterech kierunkach: autostrada A1 (północ, południe) i autostrada A4 (wschód, zachód) oraz krajowy w ośmiu kierunkach: poprzednio podane oraz Drogowa Trasa Średnicowa (północny zachód i północny wschód) i ul. Pszczyńska / DK44 (północny zachód i południowy wschód). Węzeł zapewnia 32 bezkolizyjne relacje (wszystkie kombinacje relacji pomiędzy A1, A4 i DTŚ, oraz przejazd na wprost ul. Pszczyńską) oraz relacje kolizyjne w postaci ronda z sygnalizacją świetlną pozwalające na wjazd oraz zjazd z ul. Pszczyńskiej na pozostałe relacje.
Od grudnia 2009 przez węzeł można przejechać trasą A1 w kierunku granicy czeskiej, A4 w kierunku Wrocławia i Krakowa oraz drogą DK44 w kierunku Gliwic i Krakowa. Pod koniec września 2010 otwarto tunel pod rondem nad DK44 (ul. Pszczyńska). Od 30 września 2011, kiedy nastąpiło oddanie do użytku odcinka autostrady A1 Sośnica – Gliwice Wschód, możliwy jest ruch z węzła na A1 w kierunku północnym.

## Nazwa
Nazwa pochodzi od gliwickiej dzielnicy Sośnica położonej koło Ligoty Zabrskiej. W czasie budowy trwał spór o nazwę, bowiem prezydent Gliwic Zygmunt Frankiewicz uważał, że proponowana pierwotnie nazwa Sośnica dla osób spoza Śląska jest nieznana. Dlatego zaproponowano, by nazwę węzła zmienić na Gliwice. Ostatecznie GDDKiA nadała węzłowi nazwę Gliwice Sośnica.

## Historia
Węzeł w Sośnicy był projektowany już w czasach PRL-u, kiedy to planowano budowę trasy A1 i A4. Miał to być zwykły zjazd w stronę Gliwic i Mikołowa, jednak prace przerwano, między innymi z powodu kryzysu gospodarczego za czasów na przełomie lat 70. i 80.
Prowizoryczny węzeł, w formie wcześniej planowanej, powstał w 2005 roku przy okazji budowy autostrady A4 na odcinku Chorzów – Kleszczów. W latach 2006–2007 powstał projekt nowego węzła, opracowany przez spółkę Mosty Katowice we współpracy z firmą Krakowskie Biuro Projektów Dróg i Mostów „Transprojekt” Sp. z o.o.
Przetarg na przebudowę węzła miał zakończyć się w styczniu 2008 roku. Z uwagi na liczne zapytania do GDDKiA dotyczące warunków wykonania zamówienia, wyboru wykonawcy dokonano na przełomie lutego i marca 2008. Z powodu protestu firmy Polimex przetarg został wstrzymany do kwietnia, kiedy to skarga firmy została oddalona w arbitrażu jako bezzasadna.
30 maja 2008 roku GDDKiA podpisała z grecką firmą J&P Avax umowę o wartości 853 mln zł na przebudowę węzła, podczas której rozebrano poprzedni węzeł, wybudowano 16 wiaduktów oraz przebudowano ulicę Pszczyńską w Gliwicach do dwóch kilometrów od węzła w stronę centrum miasta. Ulica Pszczyńska na tym odcinku wygląda podobnie jak Drogowa Trasa Średnicowa w Katowicach przy rondzie gen. Ziętka – na górze jest rondo połączone z łącznicami, z kolei pod rondem przebiega DK44, tyle że bez tunelu. Węzeł składa się z jednej trąbki i połowy koniczynki, jest trójpoziomowy. Oddanie węzła do użytku nastąpiło 23 grudnia 2009.